# Sympterichthys
Sympterichthys is een geslacht van straalvinnige vissen uit de familie van voelsprietvissen (Brachionichthyidae).

## Soorten
- Sympterichthys unipennis (Cuvier, 1817)
- Sympterichthys moultoni Last & Gledhill, 2009